# Sugar & Spice (The Searchers)
Sugar & Spice è il secondo album in studio dei The Searchers, pubblicato nel 1963.

## Tracce
Lato A
1. Sugar and Spice – 2:14 (Fred Nightingale)
2. Don't You Know – 2:01 (David Box/Ernie Hall)
3. Some Other Guy – 2:07 (Jerome Leiber/Mike Stoller)
4. One of These Days – 2:15 (Ronnie Hawkins/Jacqueline Magill)
5. Listen to Me – 2:10 (Charles Hardin/Norman Petty)
6. Unhappy Girls – 2:36 (Marijohn Wilkin/Fred Burch)

Durata totale: 13:23
Lato B
1. Ain't That Just Like Me – 2:22 (Billy Guy/Earl Carroll)
2. Oh My Lover – 2:21 (Ronnie Mack)
3. Saints and Searchers – 3:14 (John McNally/Mike Pender/Christopher Crummy/Tony Jackson)
4. Cherry Stones – 2:27 (John Jerome)
5. All My Sorrows – 3:23 (Glenn Yarbrough)
6. Hungry for Love – 2:20 (Gordon Mills)

Durata totale: 16:07